# 리치 코긴스
리처드 앨런 코긴스(Richard Allen Coggins, 1950년 12월 7일~)는 미국의 프로 야구 선수이다. 메이저 리그 베이스볼(MLB)의 볼티모어 오리올스(1972년~1974년), 몬트리올 엑스포스(1975년), 뉴욕 양키스(1975년~1976년), 시카고 화이트삭스(1976년)에서 외야수로 뛰었다.
1973년과 1974년에 소속팀 볼티모어 오리올스가 아메리칸 리그 동부 지구 우승을 하는데 힘을 보탠 선수단의 일원이었다. 1973년 아메리칸 리그 올해의 신인상 투표에서 6위에 올랐다. 윈터 미팅 기간이던 1974년 12월 4일, 볼티모어의 코긴스와 데이브 맥널리, 마이너 리그의 우완 투수 빌 커크패트릭과 몬트리올 엑스포스의 켄 싱글턴, 마이크 토레즈를 맞바꾸는 트레이드가 단행되었다.
코긴스는 메이저 리그 통산 342경기에 출전해 1,083타수, 125득점, 287안타, 2루타 42개, 3루타 13개, 12홈런, 90타점, 50도루, 72볼넷, 타율 .265, 출루율 .312, 장타율 .361, 391루타수, 26희생타, 5희생 플라이, 5고의사구를 기록했다. 외야 전 포지션에서 출전하면서 통산 수비율은.986를 기록했다.